# Francesco Daverio
Francesco Daverio (Varese, 3 aprile 1815 – Roma, 3 giugno 1849) è stato un patriota italiano risorgimentale.

## Biografia
Era il figlio di Giovan Battista Daverio, agricoltore, e Maria Cerutti.
Prese parte alle Cinque Giornate di Milano nel marzo del 1848 e nell'agosto successivo fu inviato da Giuseppe Mazzini a fare da guida a Giuseppe Garibaldi nella “campagna” nel Varesotto. Combatté a Luino e Morazzone e l'anno dopo riprese le armi a Velletri e alla difesa della Repubblica Romana, dove lavorò come contabile per re Carlo Alberto. Morì il 3 giugno 1849 sotto il fuoco francese, sul colle del Gianicolo, quasi nelle stesse ore in cui cadeva un altro eroico varesino, Enrico Dandolo a Villa Corsini. Un altro giovane patriota, originario di Varese, Emilio Morosini sarebbe caduto meno di un mese dopo sempre in difesa della Repubblica Romana nei pressi di Porta San Pancrazio al Gianicolo.
Il primo incontro con Garibaldi avvenne il 13 agosto 1848 a Castelletto Ticino dove il generale, sbarcato pochi mesi prima a Nizza proveniente dall'Uruguay e inquadrato dal Governo Provvisorio nell'esercito lombardo con il grado di generale di brigata, aveva radunato milletrecento volontari, deciso a provocare la sollevazione del Varesotto. 
Il 9 agosto austriaci e piemontesi avevano firmato l'armistizio di Salasco ma Garibaldi lo riteneva inaccettabile. Attendeva aiuti dalla Svizzera, Mazzini gli aveva promesso fucili e 180 uomini, ma non s'era visto nessuno se non un ingegnere di 33 anni di Calcinate del Pesce che l'apostolo della Giovine Italia gli aveva inviato come guida, essendo esperto dei posti. 
Da Castelletto Ticino il piccolo esercito raggiunge Arona con una marcia notturna e il generale fa requisire nel porto i battelli a vapore San Carlo e Verbano che fanno servizio postale sul lago e nove barconi. Li fa caricare di piccoli pezzi d'artiglieria, 1286 razioni di pane e venti sacchi di riso, fa salire la truppa e sbarca a Luino verso le otto di sera del 14 agosto con 800 uomini.
La campagna dura una quindicina di giorni e, dopo gli scontri di Luino il 15 agosto e di Morazzone il 26, c'è nell'aria un “rompete le righe” di cui tutti sono ormai consapevoli. Il massimo che si poteva fare si è fatto. Degli 800 uomini che erano partiti con lui, soltanto settanta seguono Garibaldi verso la Svizzera. Daverio si dimostra prezioso nel guidare la ritirata dei legionari attraverso il Campo dei Fiori fino a Brusimpiano sul lago Ceresio e all'espatrio. Conosce bene i paraggi. Con un lungo giro per Buguggiate, Capolago, Calcinate del Pesce, Morosolo, Casciago, Velate, Sant'Ambrogio, Bregazzana, Alpe Tedesco, Cavagnano e Borgnana, la pattuglia arriva nella tarda serata del 27 agosto a Casamora, una località isolata tra Brusimpiano e Porto.
Una lapide tuttora visibile dalla strada che costeggia il lago indica la casa in cui Garibaldi dormì, spossato dalla lunga marcia. La notte successiva alcuni brusimpianesi trasportarono a bordo dei barconi un drappello ormai assottigliato a una trentina di volontari, sfidando la cannoniera austriaca di pattuglia. Garibaldi raggiunse Agno e proseguì per Lugano. Chi si era perso per strada avrebbe raggiunto a piccoli gruppi la Svizzera. I tempi non erano ancora maturi per scacciare il nemico dall'Italia.
A Lugano, Daverio non perde tempo e riprende i contatti con ambienti che spingono per l'insurrezione in Lombardia. Dopo i moti mazziniani scoppiati in autunno in Val d'Intelvi e soffocati nel sangue, il 31 ottobre s'imbarca a Locarno insieme ad altri patrioti armati e a sera sbarca a Germignaga, sulla sponda lombarda del Lago Maggiore, da cui raggiunge Luino dove costituisce una “giunta nazionale d'insurrezione”. Da Varese accorrono però due colonne austriache, l'insurrezione fallisce e Daverio riprende la via del lago, destinazione questa volta il Piemonte.
Sei mesi dopo ricompare a Velletri e quindi alla difesa di Roma, dove muore con le armi in pugno. A lui Varese ha dedicato l'istituto tecnico commerciale e per geometri.